# De Sitter (Mondkrater)
De Sitter ist ein Mondkrater in der Nähe des Nordpols.
Der Krater ist Teil einer ungewöhnlichen Dreierkonstellation, bestehend aus dem Krater selbst und zwei seiner Nebenkrater, die er überlagert. Er befindet sich nördlich des Mare Frigoris mit einem Winkelabstand von etwa 10°, also zirka 300 km, zum Nordpol. In seiner Nähe befinden  sich Main, Challis und Scoresby im Westen sowie Euctemon und Baillaud  in südlicher Richtung.
De Sitter hat  neun Nebenkrater:
| Buchstabe | Position           | Durchmesser | Link |
| --------- | ------------------ | ----------- | ---- |
| A         | 80,21° N, 26,58° O | 36 km       |      |
| F         | 80,03° N, 49,65° O | 23 km       |      |
| G         | 78,8° N, 42,08° O  | 11 km       |      |
| L         | 78,91° N, 34,34° O | 69 km       |      |
| M         | 81,4° N, 37,64° O  | 78 km       |      |
| U         | 77,79° N, 46,16° O | 35 km       |      |
| V         | 79,07° N, 56,37° O | 18 km       |      |
| W         | 79,39° N, 53,21° O | 39 km       |      |
| X         | 80,19° N, 53,9° O  | 11 km       |      |

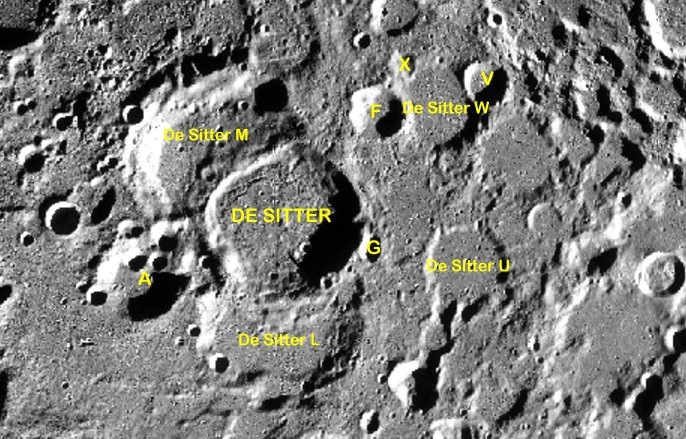
De Sitter und seine Nebenkrater

Der Krater wurde 1964 offiziell von der Internationalen Astronomischen Union nach dem niederländischen Astronomen Willem de Sitter benannt.
Die Entstehungszeit von De Sitter fällt in die nektarische Periode, ebenso die des überlagerten und daher älteren Nebenkraters M. Der überlagerte Nebenkrater L geht sogar auf die pränektarische Periode zurück.